# Gianni De Michelis
Gianni De Michelis (n. 26 noiembrie 1940, Veneția, Italia – d. 11 mai 2019, Veneția, Italia) a fost un om politic italian, membru al Parlamentului European în perioada 2004-2009 din partea Italiei.